# فهد العبد الرحمن
فهد علي شنين العبد الرحمن، لاعب كرة قدم قطري .
لعب في الفئات السنية في نادي السد وأكاديمية أسباير وفورتونا دوسلدورف و أعاره نادي السد سابقاً إلى نادي يوبين البلجيكي وعاد نادي السد عام 2017، و أعاره إلى النادي الأهلي مطلع عام 2018، وأعاره إلى نادي الخريطيات في صيف 2018، وانتقل إلى النادي العربي في عام 2019 و انتقل إلى نادي الشمال في عام 2023.

## روابط خارجية
- فهد العبد الرحمن على موقع ناشيونال فوتبول تيمز (الإنجليزية)
- فهد العبد الرحمن على موقع Soccerway.com (الإنجليزية)